# Fanfiktion
Fanfiktion er historier skrevet af fans af et eksisterende franchise, baseret på aspekter af franchisets fiktive univers, herunder steder, personer, organisationer og begivenheder. Fanfiktion er blandt andet populært blandt fans af Star Wars, Ringenes Herre, Avatar: Den sidste luftbetvinger, Star Trek, Homestuck og Harry Potter.
Crossovers er fanhistorier, hvori personer fra forskellige universer skrives ind i én historie.
De fleste fankredse producerer fanfiktion i en eller anden grad. Det deles gennem blandt andet fanmagasiner (fanzines), til nutidens forums, maillister samt blog-baserede kredse som f.eks. Livejournal og Dreamwidth.
Fanfiktion skrives indenfor f.eks. TV serier, film, bøger, tegneserier, tegnefilm, pop bands m.m..
Der findes arkiver der går på tværs af fandoms, som FanFiction.net Arkiveret 17. december 2020 hos  Wayback Machine og Archive of Our Own Arkiveret 19. december 2020 hos  Wayback Machine, sidstnævnte er dog i øjeblikket stadig på åbent beta stadie, så man kan skrive sig på en liste og efterhånden som der udvides, få tilsendt en invitation – eller man kan være heldig at få fat i en bruger der kan rekvirere en invitation.
- Wikimedia Commons har flere filer relateret til Fanfiktion

| Fiktion | Spire Denne artikel om en historie eller noget fiktivt er en spire som bør udbygges. Du er velkommen til at hjælpe Wikipedia ved at udvide den. |